# رچت و کلنک (بازی ویدئویی ۲۰۰۲)
رچت و کلنک (به انگلیسی: Ratchet & Clank) یک بازی ویدئویی پلتفرمر سه‌بعدی و عنوان اولین قسمت از مجموعه بازی‌های رچت و کلنک است که توسط اینسومنیاک گیمز ساخته شده و بوسیلهٔ سونی کامپیوتر انترتینمنت در نوامبر ۲۰۰۲ برای کنسول پلی‌استیشن ۲ منتشر شده است.